# Teratak Jering
Teratak Jering is een bestuurslaag in het regentschap Kuantan Singingi van de provincie Riau, Indonesië. Teratak Jering telt 320 inwoners (volkstelling 2010).